# Аментотаксус
Аментотаксус, или Серёжчатотисс (лат. Amentotaxus; от amentum — серёжка и Taxus), — род деревянистых растений семейства Тисовые (Taxaceae).

## Ботаническое описание

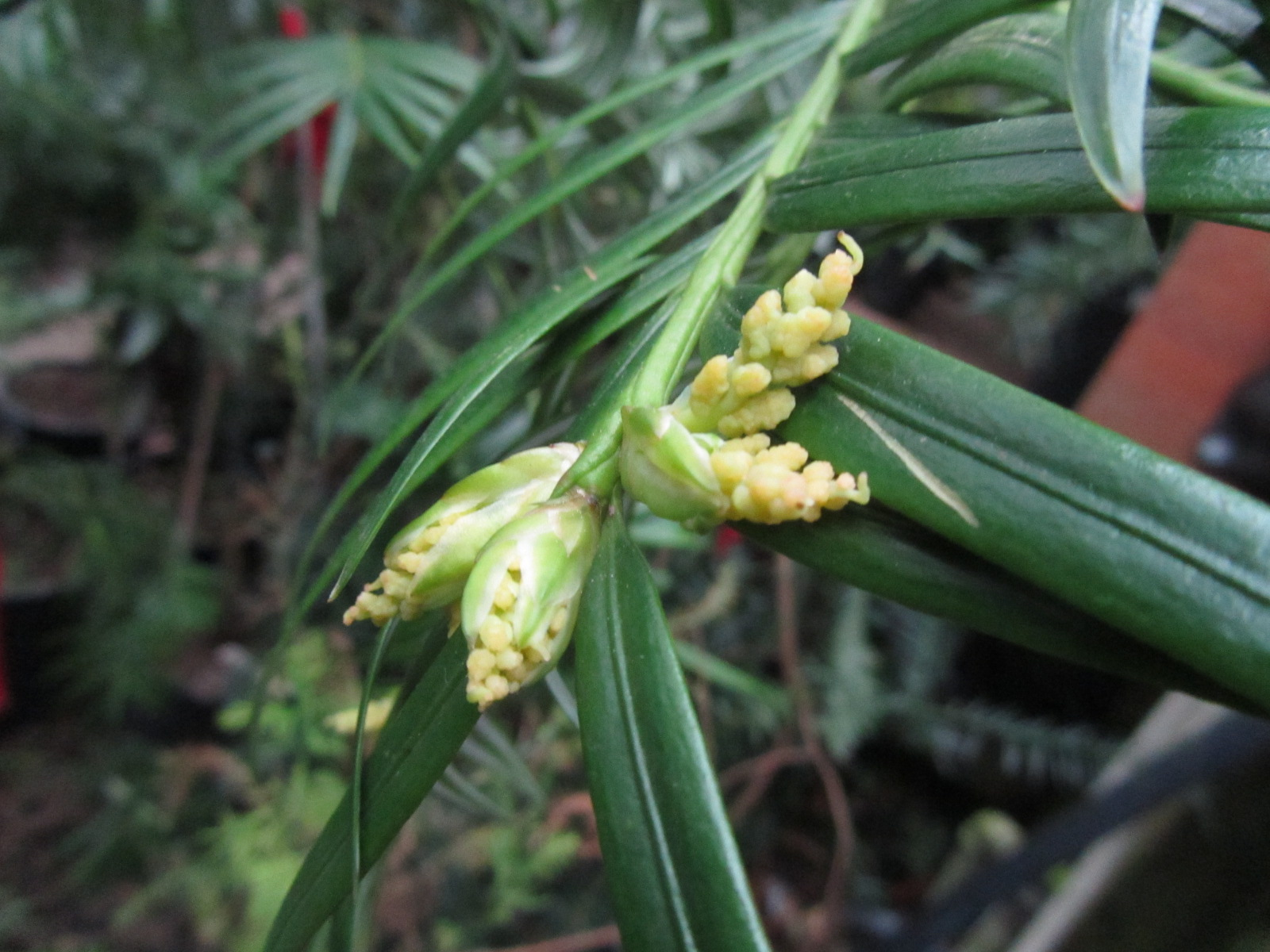
Микростробилы

Двудомные, вечнозелёные деревья с раскидистой кроной, до 10 м высотой и диаметром ствола до 30 см, или кустарники 2—3 м высотой. Кора гладкая, отслаивающаяся тонкими пластинками. Листья супротивные, расположены двурядно на боковых ветвях в одной плоскости, линейные, прямые или слегка серповидно изогнутые, 3,5—11 см длиной и до 1 см шириной, кожистые, сверху темно-зелёные, с хорошо выраженной выступающей жилкой, на нижней поверхности с беловатыми устьичными полосками. Смоляные ходы только в листьях.
Микростробилы собраны в сложные, повисающие, серёжковидные собрания, до 3 см длиной, расположенных по (1) 3—4 (6) на концах вегетативных побегов. Элементарные стробилы па очень коротких ножках, шаровидные, выходят по одному или по 2—3 из пазух редуцированных чешуи. Микроспорофиллы почти дорсивентральные, несут по (3) 4—5 свисающих микроспорангиев. Мегастробилы одиночные, простые, на длинной ножке (до 2 см), выходящей из пазухи обыкновенных зелёных листьев. Семязачаток прямой, почти шаровидный, окружен 5—6 парами килеватых чешуй. Ариллус вначале окружает семязачаток лишь у основания, затем облекает семя.

## Виды
Род включает 7 видов:
- Amentotaxus argotaenia (Hance) Pilg. typus[1] — Аментотаксус серебристый
- Amentotaxus assamica D.K.Ferguson
- Amentotaxus formosana H.L.Li
- Amentotaxus hatuyenensis T.H.Nguyên
- Amentotaxus hekouensis L.M.Gao
- Amentotaxus poilanei (Ferré & Rouane) D.K.Ferguson
- Amentotaxus yunnanensis H.L.Li